# Jüdischer Friedhof (Reichensachsen)

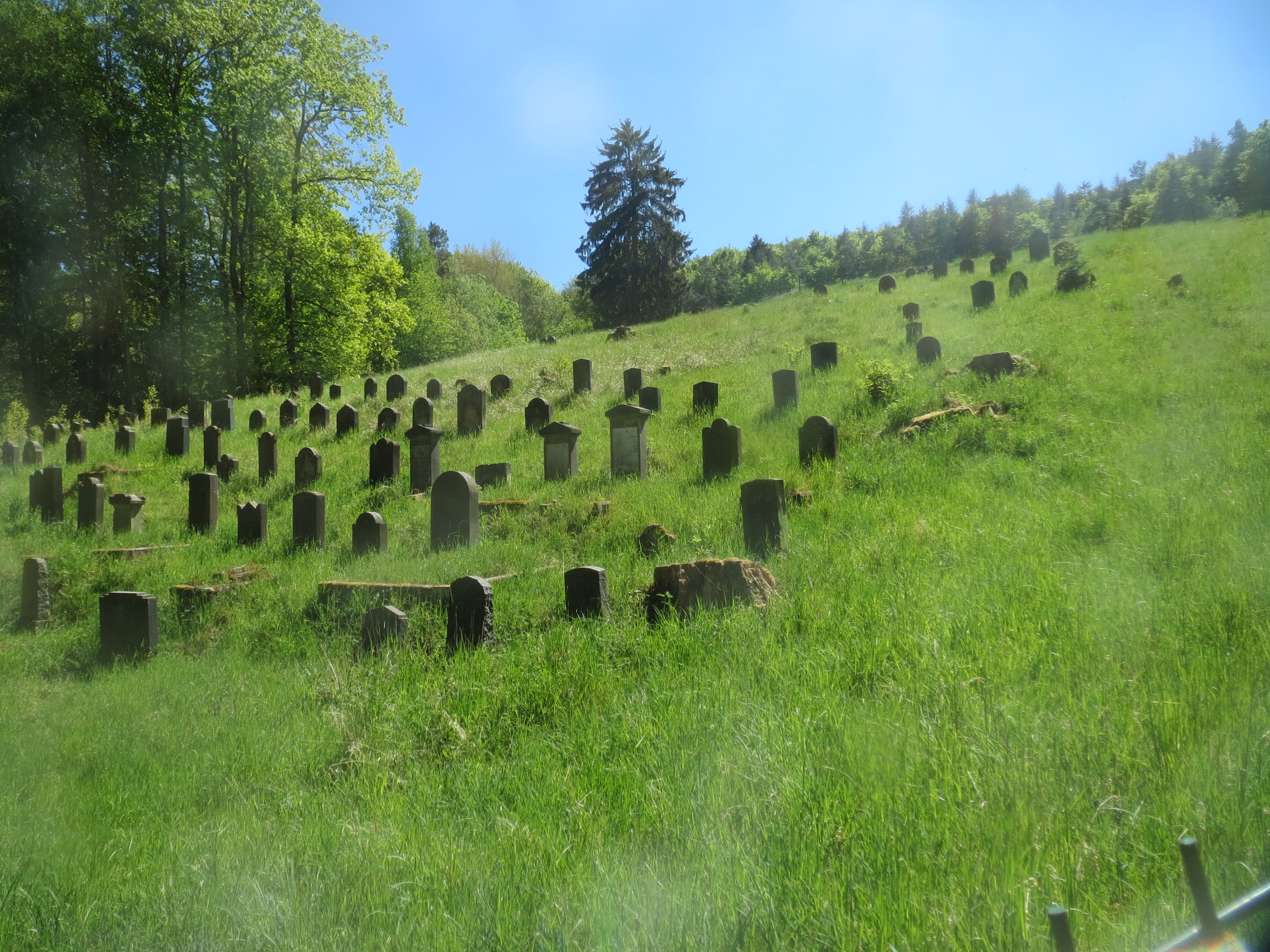
Reichensachsen, Jüdischer Friedhof

Der Jüdische Friedhof Reichensachsen ist ein Friedhof im Ortsteil Reichensachsen der Gemeinde Wehretal im Werra-Meißner-Kreis in Hessen.
Der 8577 m² große jüdische Friedhof befindet sich südlich von Reichensachsen, etwa zwei Kilometer außerhalb des Ortes, am nördlichen Abhang des Spitzenberges. Auf dem Friedhof, der von 1716 bis 1938 belegt wurde, sind 198 Grabsteine vorhanden.

## Geschichte
Erstmals wird der Friedhof 1710 genannt, als ein Jude aus Sontra hier beigesetzt wurde. Auf einer Flurkarte von 1788 ist er eingetragen. Die jüdischen Familien in Datterode benutzten den Friedhof für die Beisetzung der Verstorbenen.